# Braunbauchamazilie
Die Braunbauchamazilie (Saucerottia castaneiventris, Syn.: Amazilia castaneiventris) ist ein Kolibri aus der Gattung Saucerottia. Sie ist in Kolumbien heimisch.

## Beschreibung
Die Braunbauchamazilie erreicht eine Größe von 9 Zentimetern. Das Männchen hat einen geraden mittelgroßen Schnabel mit einer fleischroten Basis am Unterschnabel. Die Oberseite ist bronzegrün. Kehle und Oberbrust sind glitzernd goldgrün. Unterbauch, Unterschwanzdecken und Schwanzfedern sind kastanienfarben. Die Steuerfedern weisen grünliche Ränder auf. Das Weibchen hat einen etwas helleren Bauch und ein weißes Subterminalband auf den oberen Kehlfedern. Die immaturen Vögel haben rostbraune Ränder an den Nacken- und Bürzelfedern.

## Unterarten
Im Moment sind keine Unterarten der Braunbauchamazilie bekannt. Sie gilt als monotypisch.

## Etymologie und Forschungsgeschichte
John Gould beschrieb die Braunbauchamazilie unter dem Namen Amazilius castaneiventris. Das Typusexemplar stammte aus Santafé de Bogotá und wurde ihm aus der Sammlung eines Herrn Mark zur Verfügung gestellt. 1850 führte Charles Lucien Jules Laurent Bonaparte die neue Gattung Saucerottia u. a. für die Grünamazilie (Saucerottia saucerottei) ein. Dieser Name wurde zu Ehren von Antoine Constant Saucerotte (1805–1884), einem Arzt und Hobbyornithologen aus Lunéville vergeben. »Castaneiventris« ist ein lateinisches Wort aus »castaneus« für »kastanienbraun« und »venter, ventris« für »Bauch«.

## Verbreitung und Lebensraum

Verbreitungsgebiet der Braunbauchamazilie

Die Braunbauchamazilie ist endemisch an den Hängen der Serranía de San Lucas und in den Ostanden im nördlichen Zentralkolumbien. Am Osthang der Serranía de San Lucas wurde sie nur einmal im Jahre 1947 gefunden, alle neueren Beobachtungen stammen vom Westhang aus den Tälern von Sagamosa und Lebrija sowie aus Soatá, Boyacá und Santander in den Ostanden. Die Braunbauchamazilie bewohnt Canyons mit Buschvegetation und Ränder von Bergfeuchtwäldern in Höhenlagen von 850 bis 1500 m, selten bis 2200 m. An der Serranía de San Lucas wurde sie in einer Höhe von 120 m beobachtet.

## Lebensweise
Die Braunbauchamazilie ernährt sich vom Nektar verschiedener Blüten, einschließlich der Gattungen Salvia und Trichanthera. Kleine Gliederfüßer bereichern das Nahrungsangebot. Die Brutzeit ist von August bis Dezember. Das Gelege besteht aus zwei Eiern, die vom Weibchen bebrütet werden.

## Status
BirdLife International schätzt den Bestand der Braunbauchamazilie auf zwischen 1000 und 2500 Exemplare. Die Braunbauchamazilie lebt in einem einschränkten Verbreitungsgebiet, das durch Überweidung und Brandrodung gefährdet ist. Der Großteil des Osthanges der Serranía de San Lucas war 1996 besiedelt und durch landwirtschaftliche Nutzung und Kokaanbau verändert worden. Weiters ist ihr Lebensraum durch Zuwanderung, eine Öl-Pipeline und die Bergbauindustrie bedroht. Die Braunbauchamazilie ist in Anhang II des CITES-Abkommens gelistet.